# Basilique Saint-Just de Valcabrère
Cette  basilique n’est pas la seule basilique Saint-Just.
La basilique Saint-Just de Valcabrère est un édifice de style roman des XIe et XIIe siècles. Elle se trouve dans la commune de Valcabrère, en Comminges, à 17 km au sud-ouest de Saint-Gaudens (département de la Haute-Garonne, région Occitanie, France). Elle est dédiée au martyr espagnol saint Just.
Elle est classée monument historique et, au titre des chemins de Saint-Jacques-de-Compostelle en France, inscrite au patrimoine mondial de l'UNESCO depuis 1998.

## Histoire

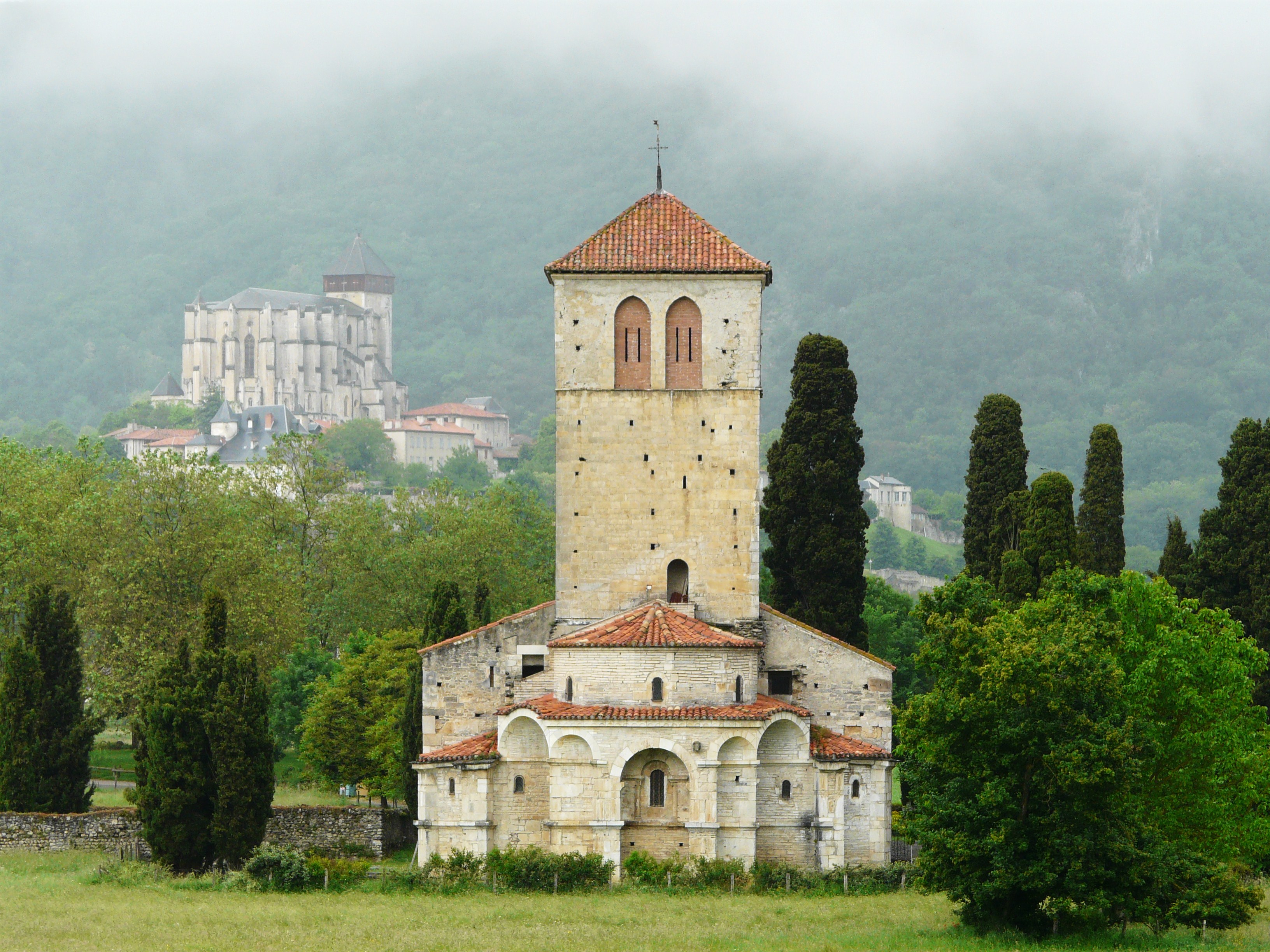
La basilique Saint-Just et au loin, Saint-Bertrand-de-Comminges et sa cathédrale

Un kilomètre à l'est de la cathédrale Notre-Dame de Saint-Bertrand-de-Comminges, la basilique est citée pour la première fois dans le Livre des Miracles de saint Bertrand du notaire Vital, qui suggère une occupation depuis l'époque romaine. La basilique actuelle fut bâtie aux XIe et XIIe siècles, et consacrée en 1200 par l'évêque Raymond-Arnaud de Labarthe.
Des fouilles ont permis de démontrer que le site était occupé depuis fort longtemps. En témoignent le sarcophage du IVe siècle et les nombreux remplois antiques dans la construction.
Dès 1840, elle est classée monument historique.
En 1998, elle est, avec 70 autres monuments français, inscrite au patrimoine mondial de l'UNESCO au titre des « chemins de Saint-Jacques-de-Compostelle en France ».

## Architecture
L'accès à la basilique s'effectue en pénétrant d'abord dans le cimetière dont le portail d'entrée, du XIIIe siècle, est inscrit aux monuments historiques depuis 1926.
Des pierres provenant de la ville romaine de Lugdunum Convenarum ont servi à sa construction et l'on trouve çà et là des bas-reliefs, des colonnes et chapiteaux de l'époque romaine qui ont été réutilisés.

### Portail
Le portail est surmonté d'un tympan où l'on peut voir un Christ en majesté, bénissant et tenant un livre dans sa main gauche. Il est entouré d'une mandorle que portent saint Marc et saint Jean ; ils sont entourés par les deux autres évangélistes Matthieu et Luc et surmontés de deux anges thuriféraire. De chaque côté du portail on trouve des statues colonnes représentant le diacre saint Étienne, saint Just et saint Pasteur ainsi que sainte Hélène. Au-dessus de chaque statue, des chapiteaux racontent le martyre des trois saints.

Le portail de la basilique
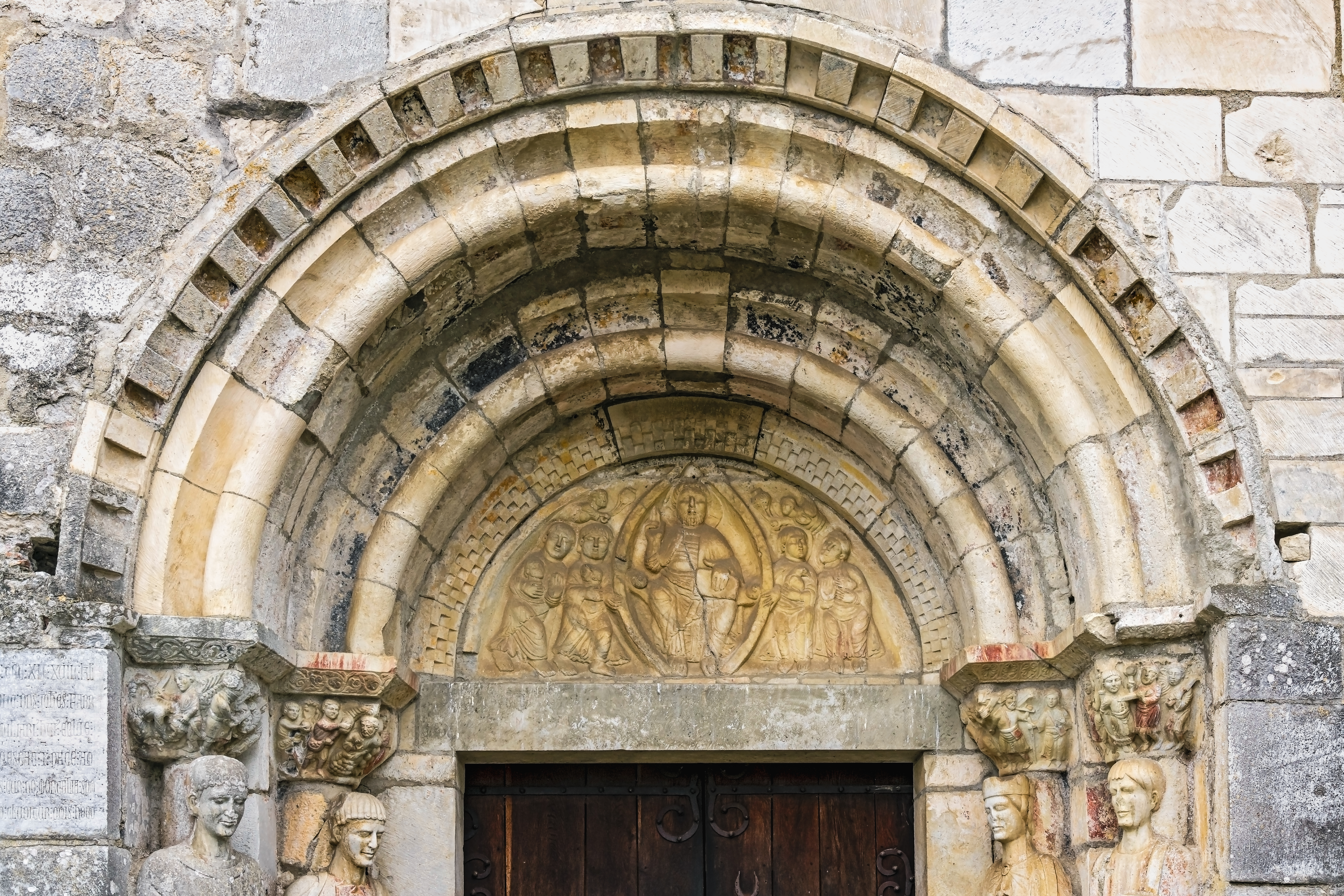
Le tympan du portail

### Chevet

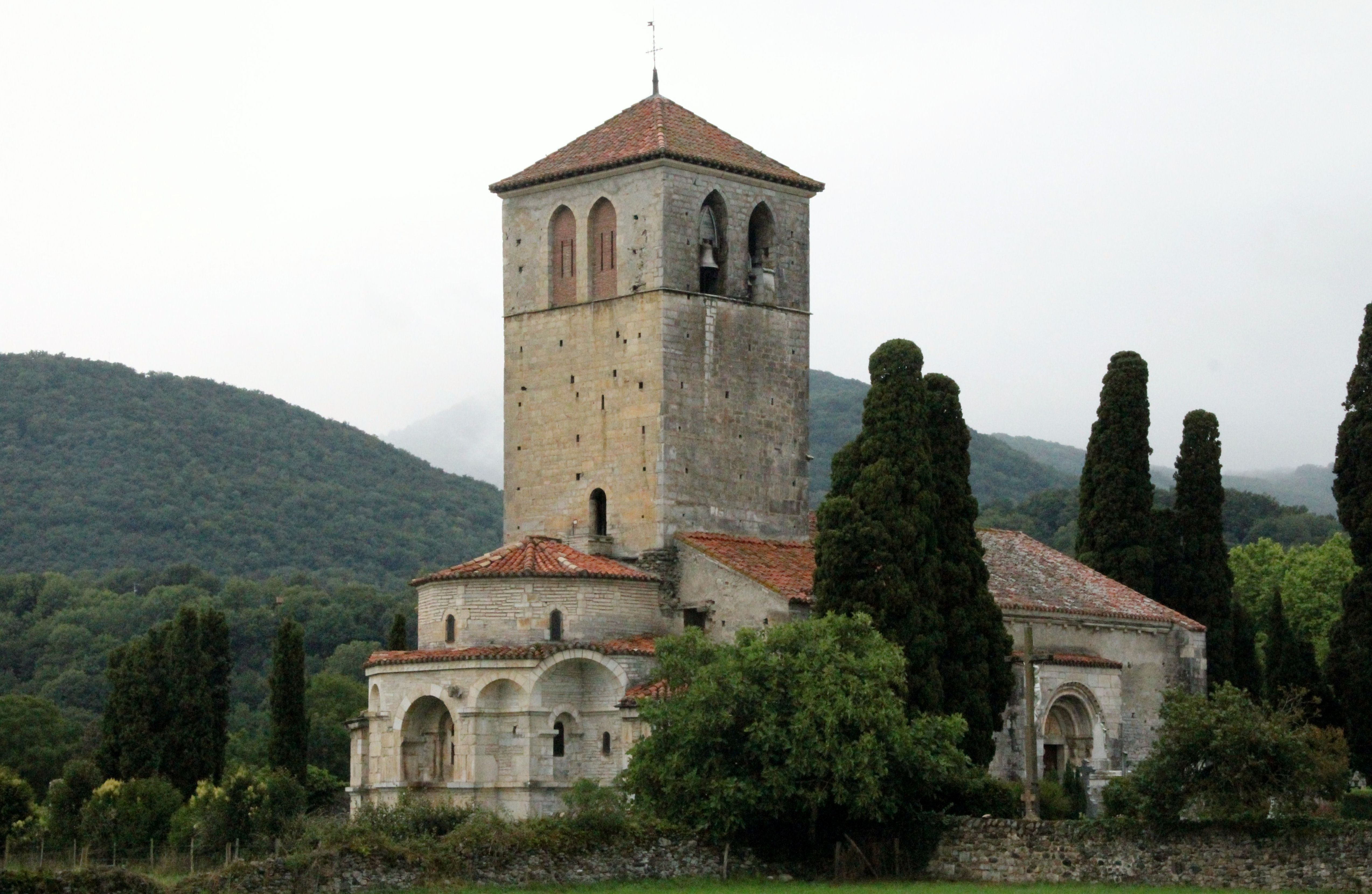
Le chevet

Le chevet de la basilique est composé de l'abside et de deux absidioles disposées sur un plan polygonal avec des contreforts. Ce dispositif engendre cinq réduits entre les deux absidioles. L'abside centrale, enfermée dans un mur polygonal est couverte d'une toiture à pans coupés. Le chevet, vu son architecture, ne peut être antérieur au XIIe siècle.

### Intérieur
Le vaisseau central est divisé en quatre travées. Le chœur est en hémicycle, les absidioles communiquent avec le chœur par une petite porte et une fenêtre.
Les deux bénitiers à l'entrée sont creusés dans des chapiteaux romains, et de nombreuses pierres provenant de la ville romaine de Lugdunum Convenarum ont été réutilisées. Les colonnes et chapiteaux de la nef, de l'abside et des absidioles en sont des remplois.

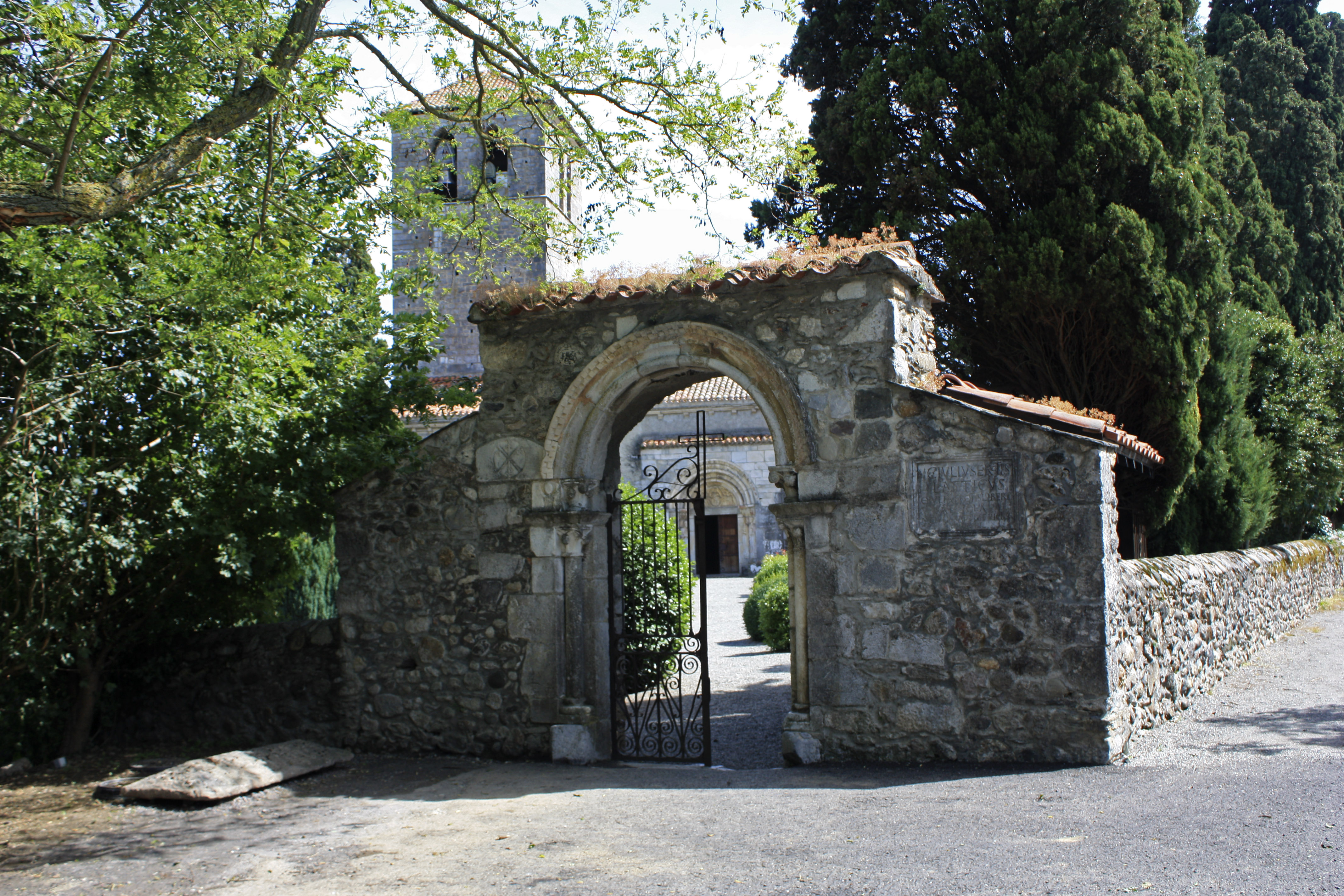
Le portail d'entrée du cimetière
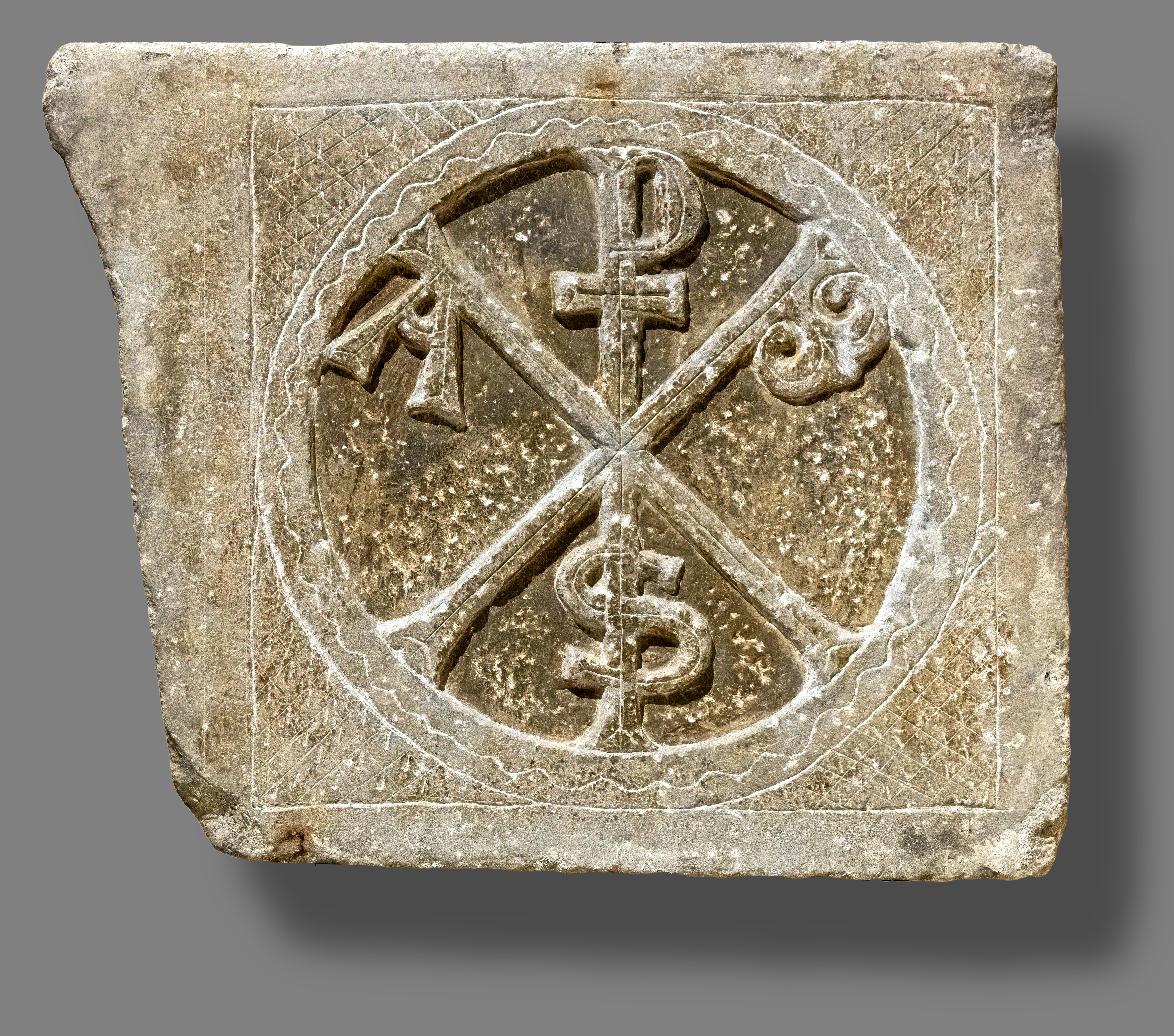
Chrisme du cimetière ; original Musée des Augustins de Toulouse
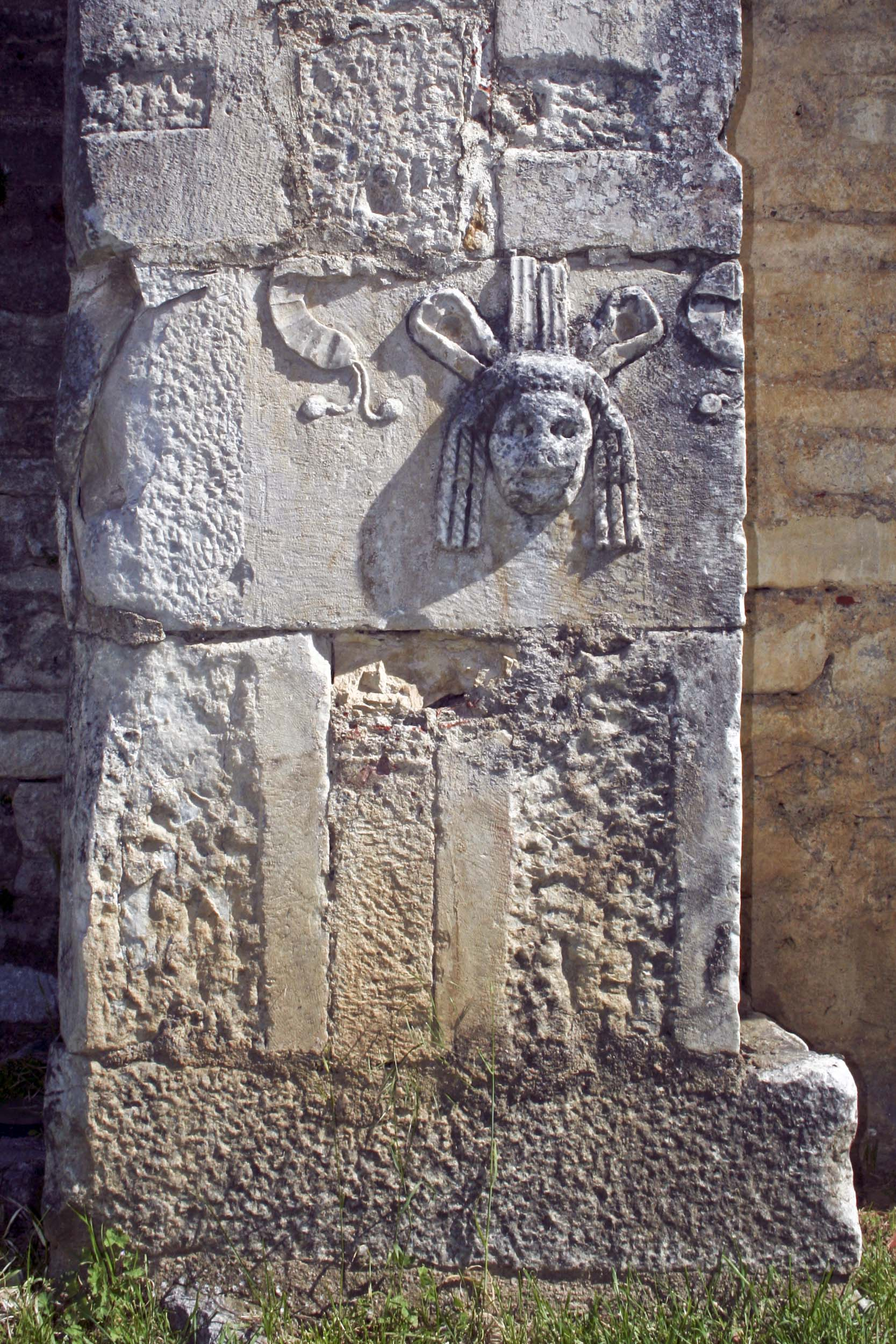
Remploi antique (masque de théâtre) mur sud
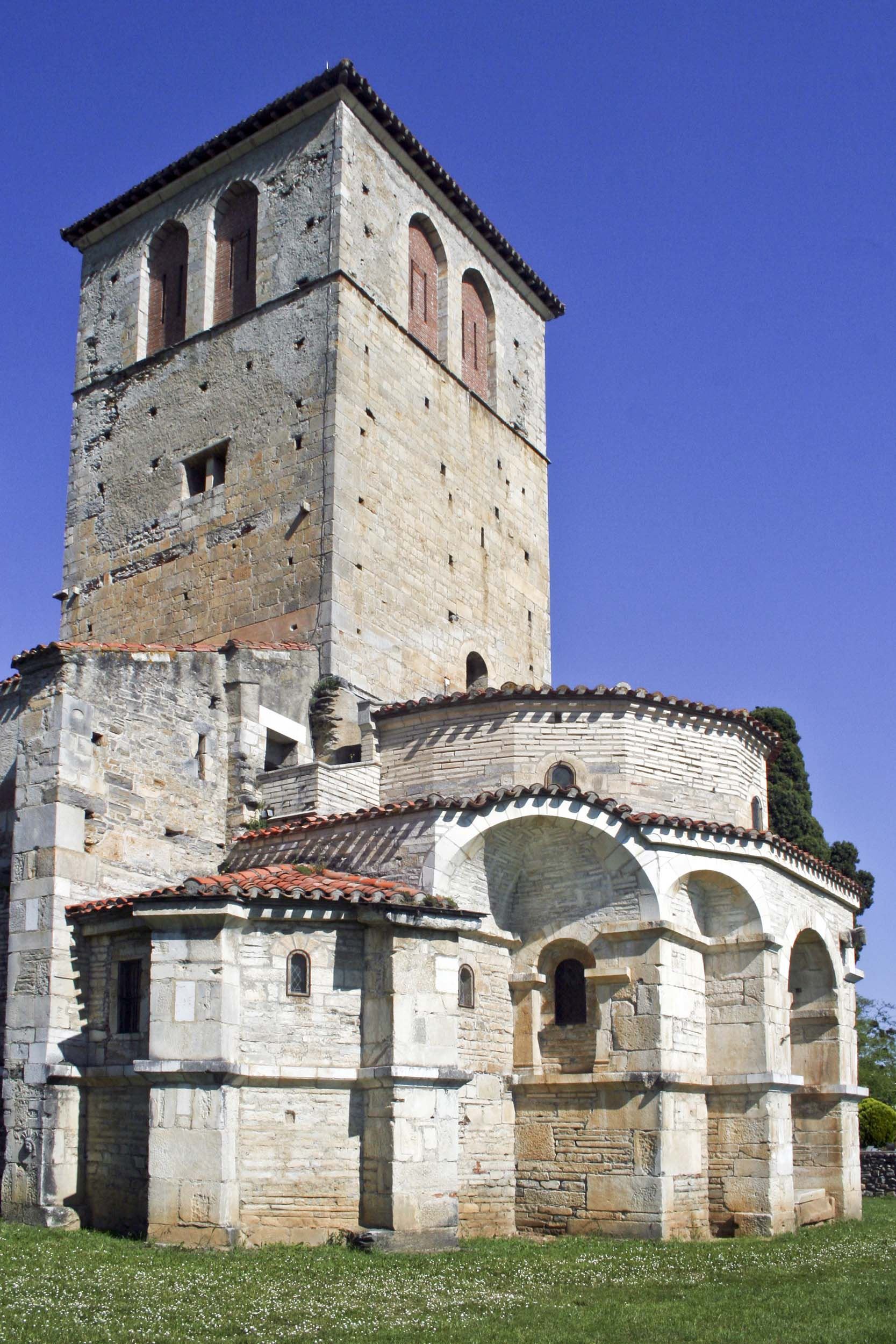
Le clocher et le chevet
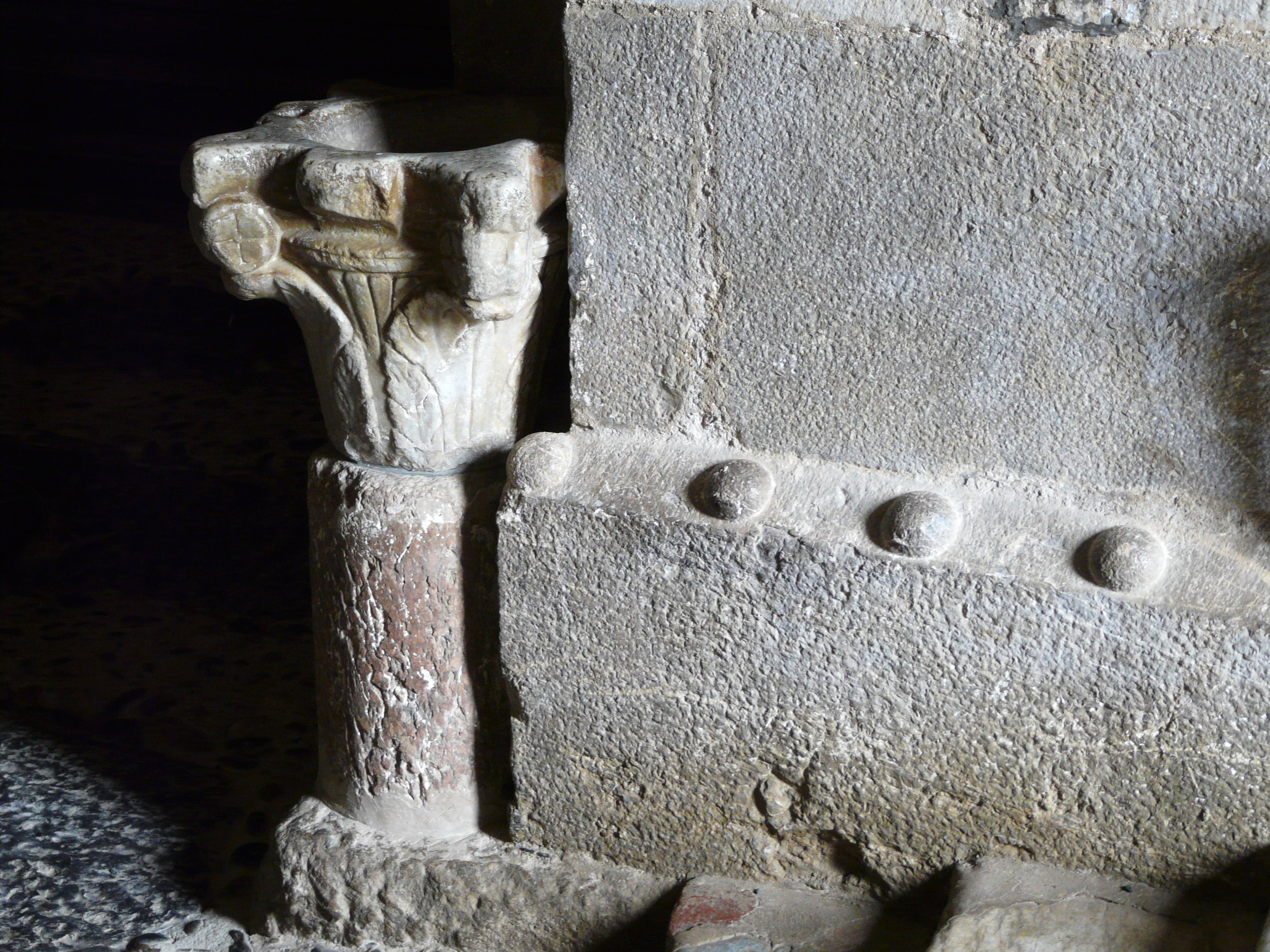
Remploi d'un chapiteau comme bénitier
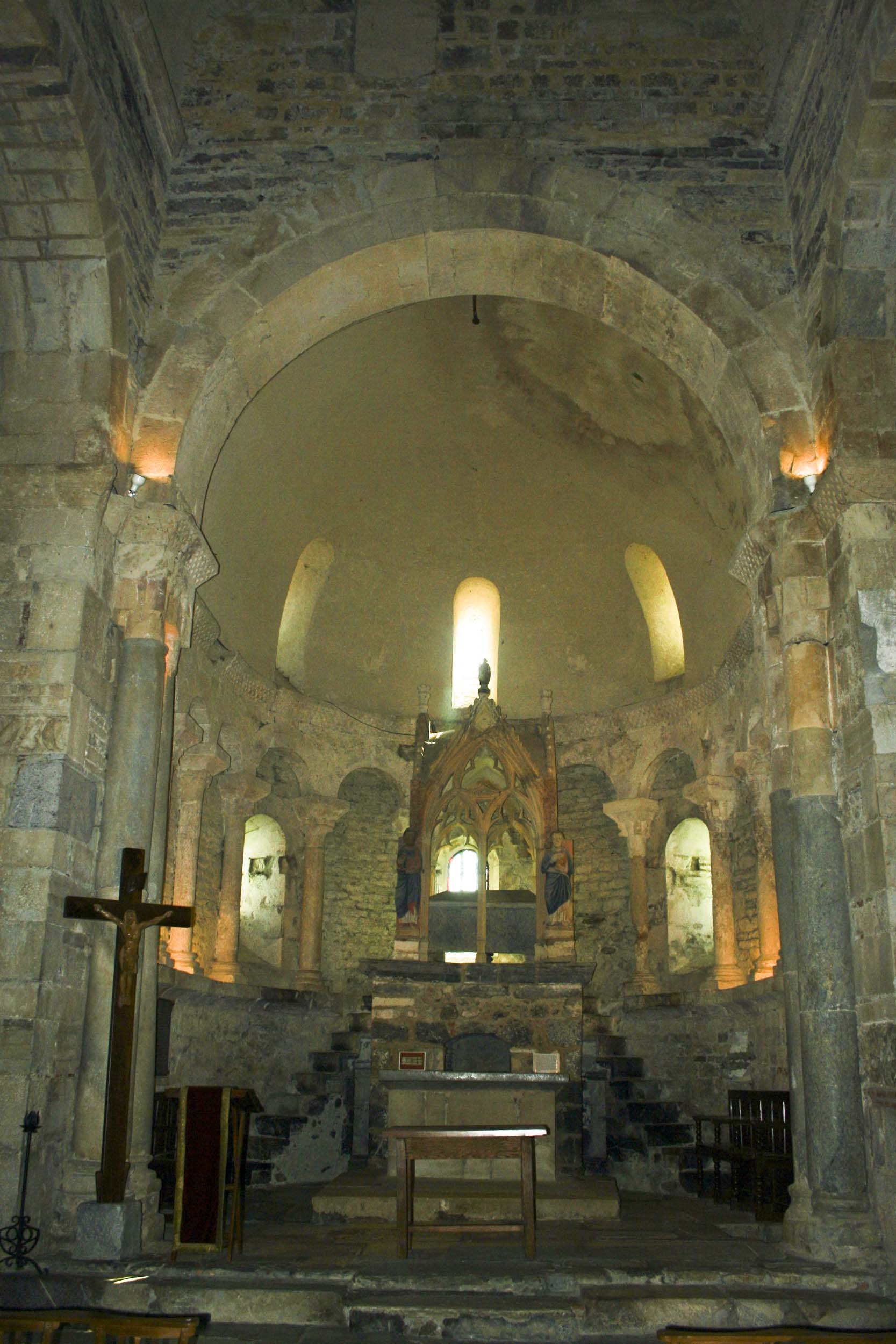
Le chœur
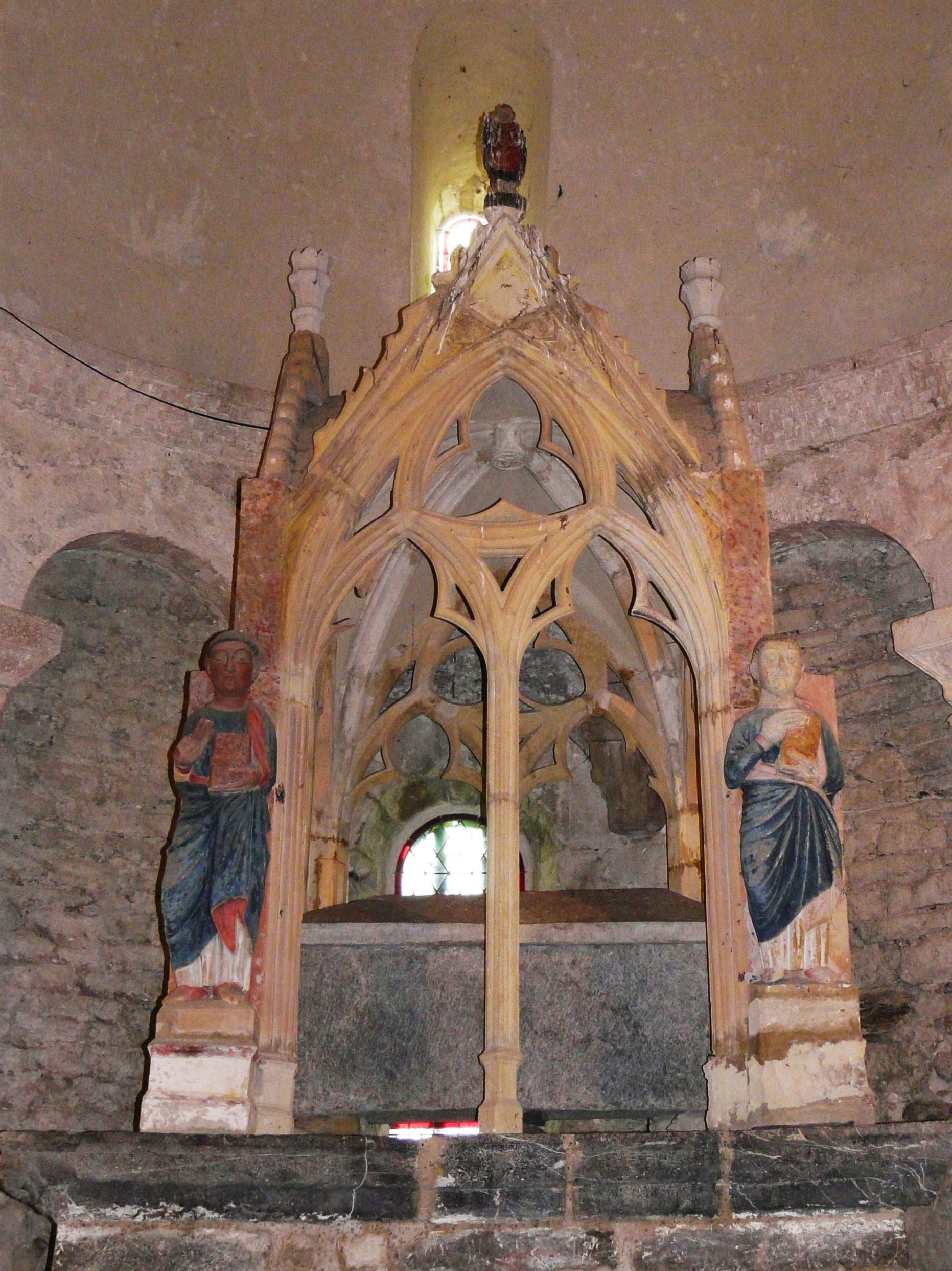
Le cénotaphe du chœur
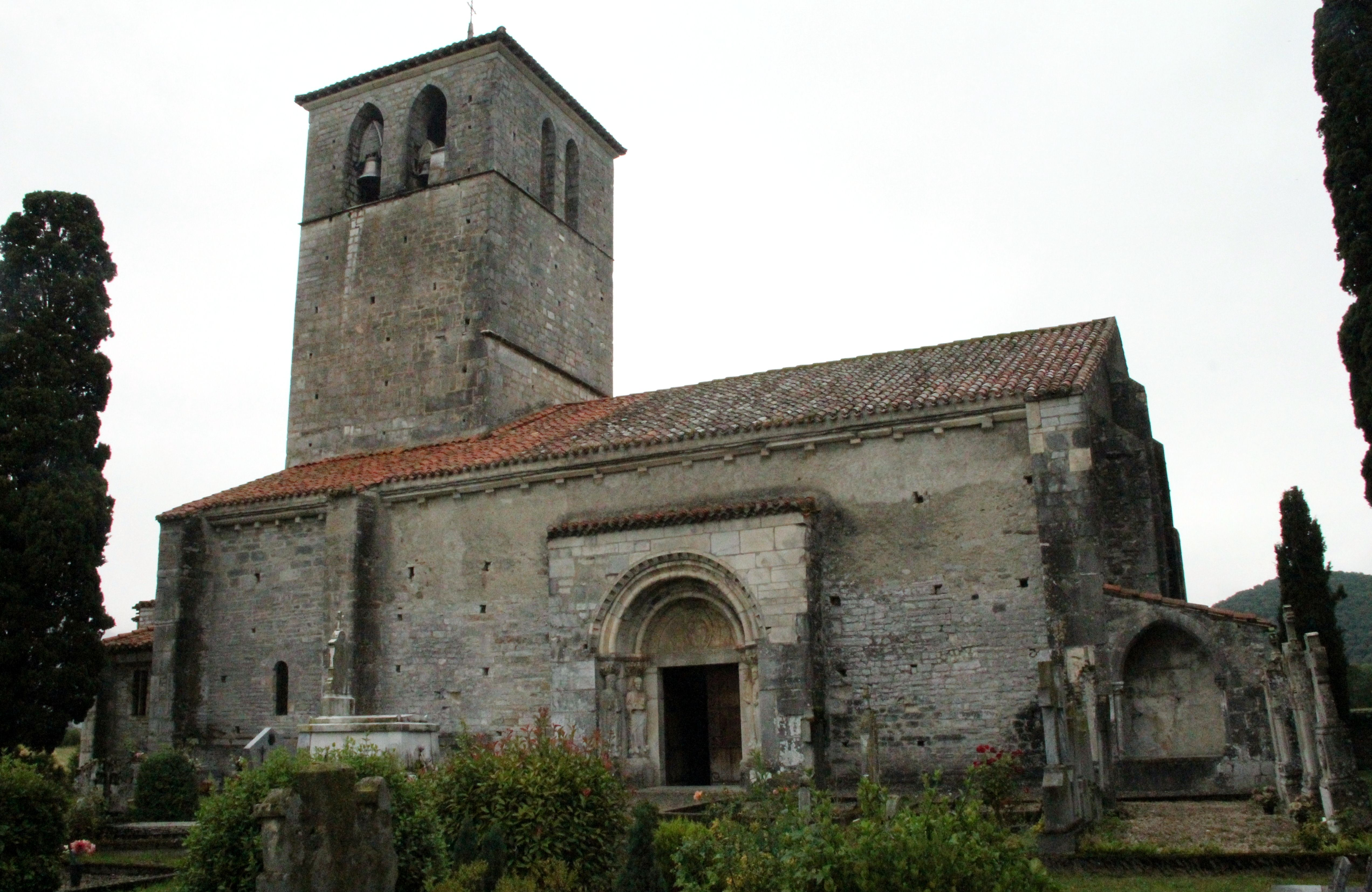
Le cimetière
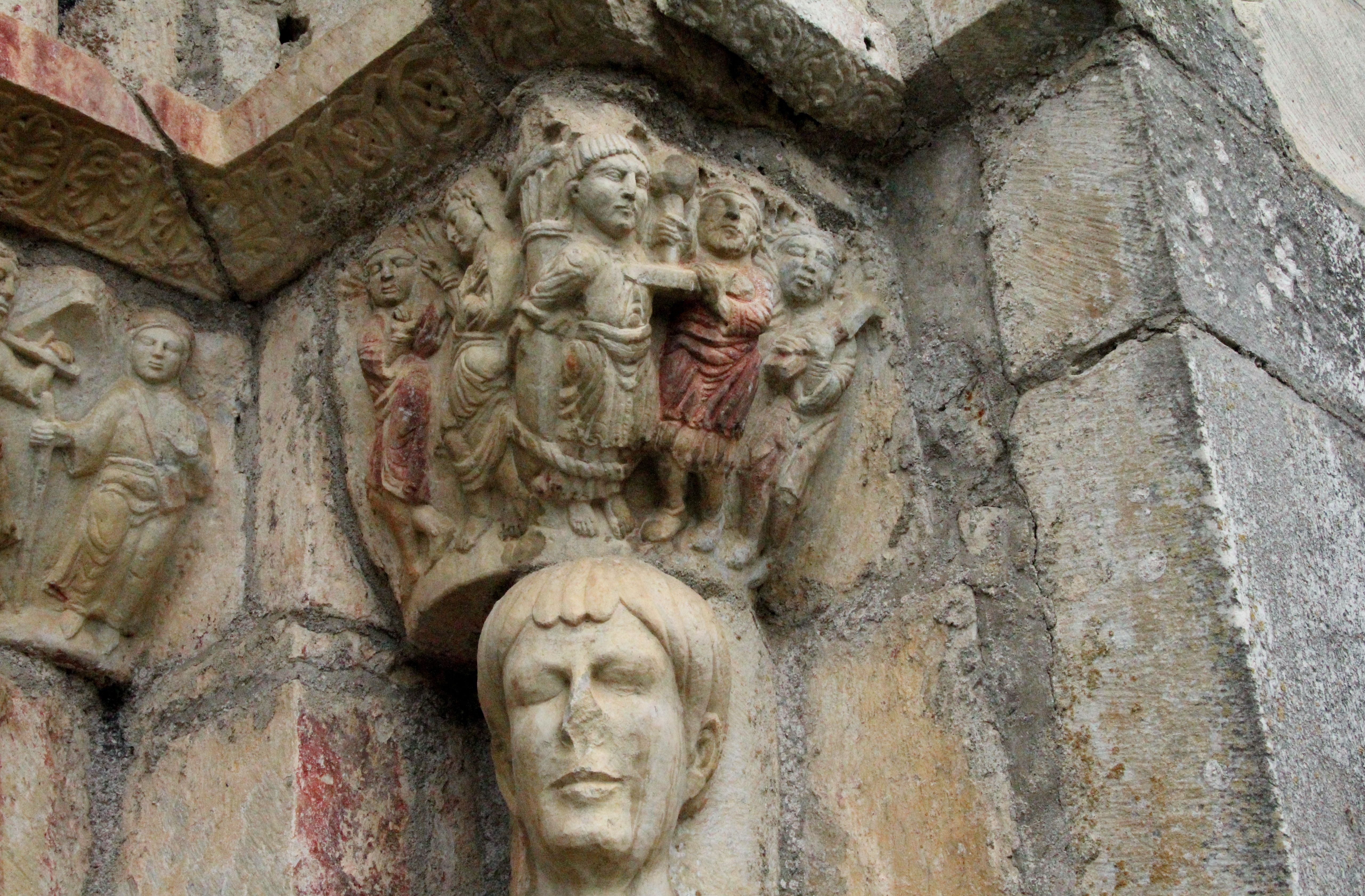
Détail du portail
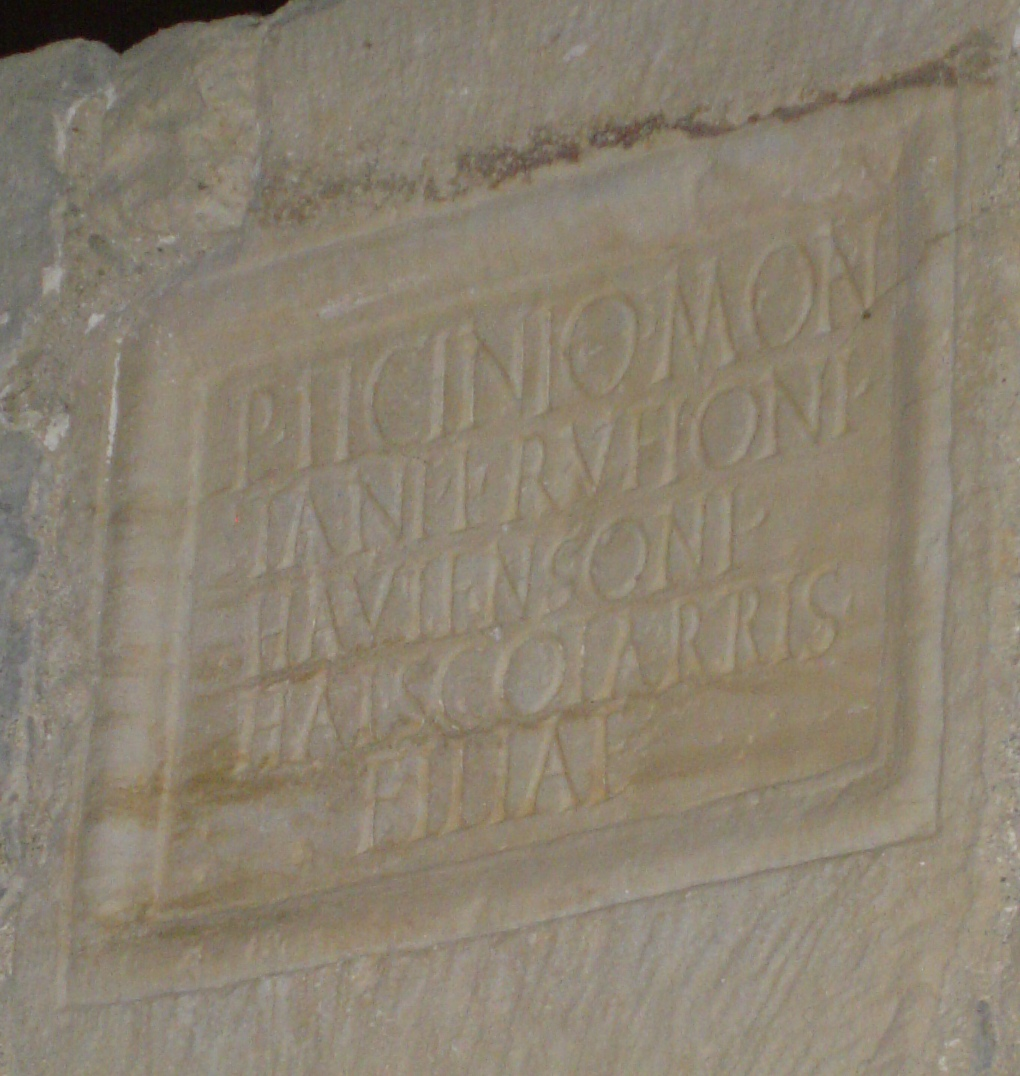
Inscription latine d'époque romaine rémployée à l'intérieur de la basilique P(ublio) LICINIO MON- / TANI L(iberto) RVFIONI / HAVTENSONI / HALSCOTARRIS / FILIAE